# Bibliothèque nationale autrichienne
La Bibliothèque nationale autrichienne (en allemand : Österreichische Nationalbibliothek, ÖNB) est la bibliothèque nationale de la république d'Autriche.
Fondée au Moyen Âge tardif par les ducs autrichiens de la maison de Habsbourg, elle était appelée la bibliothèque de la Cour (Hofbibliothek) jusqu’en 1920. Elle est installée à la Hofburg à Vienne, certaines collections étant localisées au palais Mollard-Clary.
Avec plus de 12 millions de documents, dont près de 4 millions de livres, c'est la plus riche bibliothèque d’Autriche. Elle est chargée du dépôt légal, de la bibliographie nationale, du dépôt des travaux universitaires, et possède également d’importantes collections d’incunables, de cartes et de globes, de papyrus (Papyrussammlung Wien : formée autour de la collection de l'archiduc Rainier, classée au patrimoine mondial de l'Unesco en 2001), de langues construites et de documents iconographiques.

## Histoire
Les origines de la bibliothèque nationale autrichienne remontent au règne de l’empereur Frédéric III au XVe siècle. Il est le premier dirigeant d’Autriche à créer une politique de collecte et de conservation des documents précieux et artistiques au sein même de son gouvernement. Avant son règne, si certains membres de la maison de Habsbourg avaient des intérêts dans la collection de livres, c’était sans en faire un but de l’état. Il faut toutefois attendre le règne de l’empereur Ferdinand Ier pour que la bibliothèque nationale autrichienne, alors appelée la bibliothèque de la cour, soit officiellement fondée. C’est un peu plus tard, en 1576, qu’un premier bibliothécaire prend la charge de la bibliothèque qui comporte alors environ 7300 volumes.
En 1727, la bibliothèque de la cour est transférée du palais impérial de Vienne jusque dans la salle d’apparat (Prunksaal) conçue par Fischer von Elrach. La salle est le premier site permanent de la bibliothèque et sa capacité passe alors à environ 200 000 volumes. En plus de permettre une plus grande collection, cette nouvelle salle est aussi le premier aménagement qui permet un accès, quoique restreint, au public. En effet, si les savants et les érudits sont maintenant les bienvenus dans la bibliothèque, il faut attendre le milieu du XIXe siècle, lorsque Vienne entreprend de se doter de grandes institutions culturelles, pour que le grand public y soit accueilli à son tour. Ce n’est cependant qu’au XXe siècle que des agrandissements et l’ajout de salles dédiées à la lecture permettent à la bibliothèque de fournir un espace adéquat au travail individuel à ses visiteurs.
Jusqu’au XXe siècle, la bibliothèque fait partie de la cour d’Autriche, et la plupart des documents qu’elle comporte sont considérés comme appartenant à la famille Habsbourg. C’est avec la fin de la Première Guerre mondiale, qui entraine la fin de la monarchie d’Autriche, que la bibliothèque est prise en charge par l’état. Son nom passe alors de la bibliothèque de la cour (Hofbibliothek) pour devenir la bibliothèque nationale autrichienne (Österreichische Nationalbibliothek). Ce changement de nom entraine aussi un changement de mission qui s’effectue sur plusieurs années et prend véritablement forme après la Seconde Guerre mondiale. La bibliothèque prend alors en charge toutes les fonctions d’une bibliothèque nationale, que ce soit en se chargeant du dépôt légal, en sauvegardant les documents faisant partie du patrimoine du pays, ou simplement en présentant un espace où la culture et la recherche sont mises de l’avant.
Depuis la fin du XXe siècle, la bibliothèque nationale autrichienne prend un important virage vers le numérique. En effet, elle se dote d’un plan d’action en plusieurs étapes en ce qui a trait à la numérisation des documents, l’accès libre et facile aux documents numériques, la création de plateformes qui permettent une participation collaborative à l’amélioration du catalogue ou qui aident à la recherche et la création numérique, etc. Dans ce mouvement de numérisation de masse, la bibliothèque nationale autrichienne passe un accord avec Google Livres en 2010 pour permettre la numérisation de centaines de milliers d’ouvrages publiés entre 1500 et 1875.

## Lieux
La Bibliothèque possède plusieurs bâtiments. Le bâtiment principal sur la Heldenplatz, mais aussi la salle d'apparat et le Globe Museum. Tous se situent dans le même quartier, dans ou à proximité du Hofburg.

### Salle d'apparat

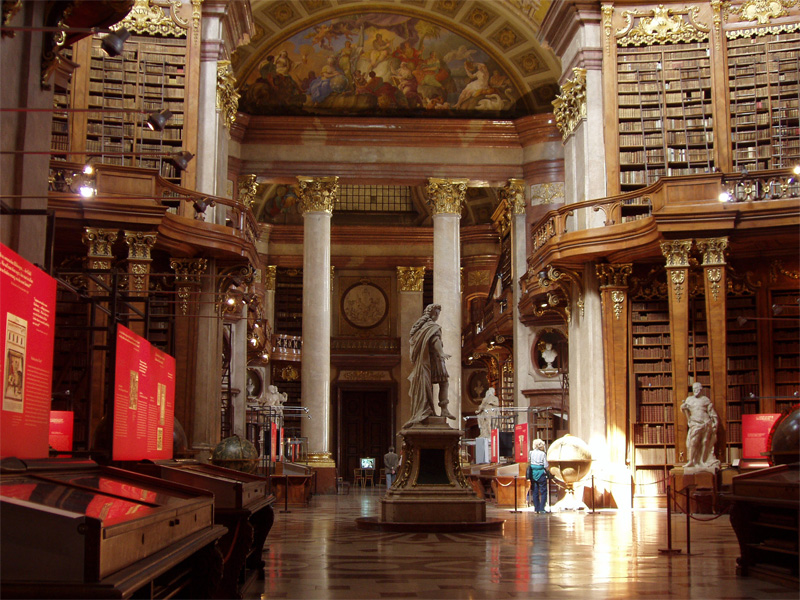
Salle d'apparat de l'ÖNB.

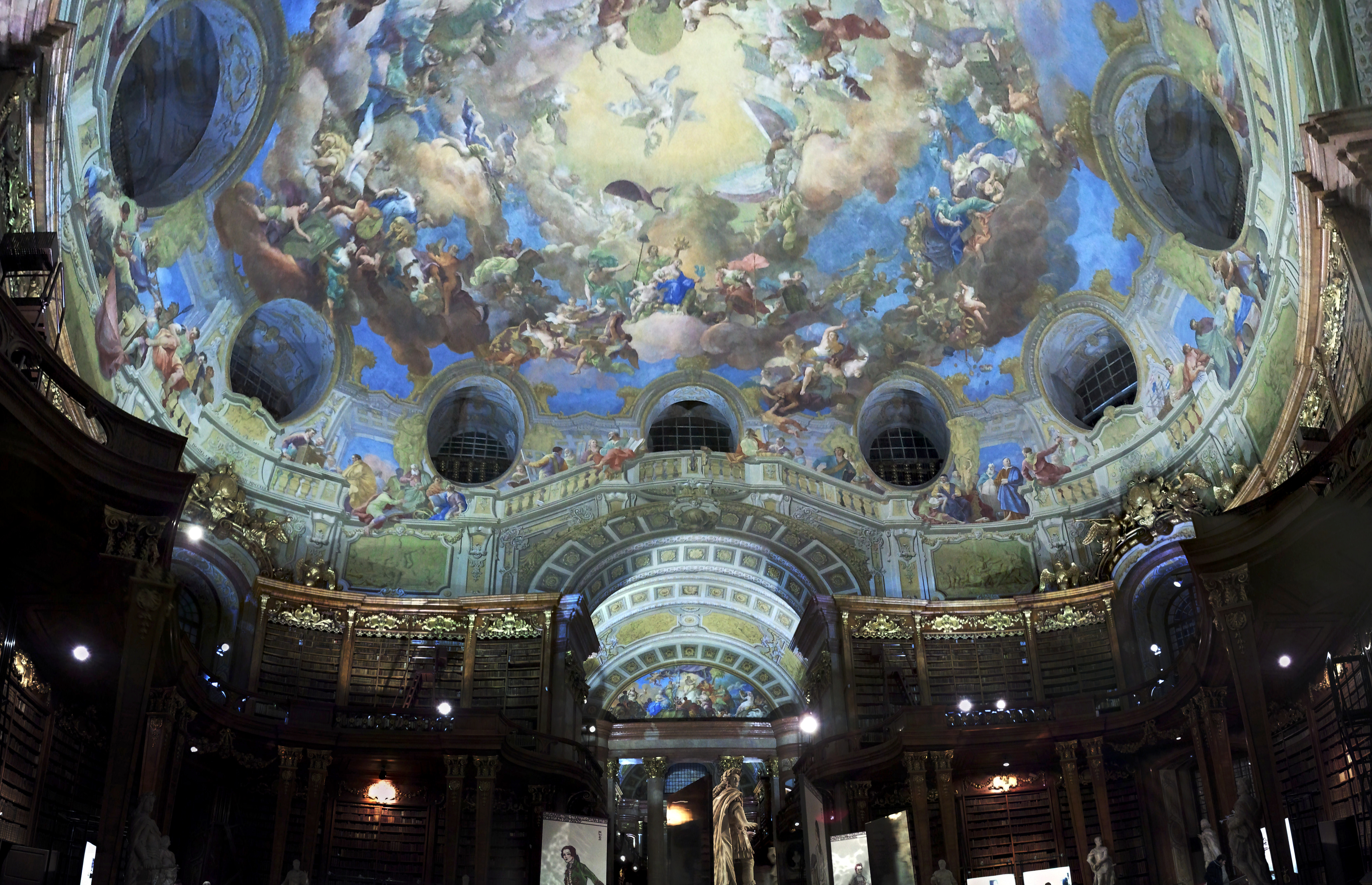
Salle d'apparat, plafond.

La salle d'apparat (Prunksaal) est la bibliothèque impériale historique. Elle se trouve au centre du palais Hofburg, entre la Josephsplatz au nord et le Burggarten au sud. C'est une longue pièce unique qui mesure 80 mètres de longueur et 20 mètres de hauteur.